# Shankar Oraon
Shankar Oraon là một cầu thủ bóng đá người Ấn Độ hiện tại thi đấu cho Mohun Bagan A.C. ở I-League ở vị trí tiền đạo.

## Sự nghiệp

### Prayag United
Ngày 2 tháng 4 năm 2011 Oraon ghi bàn thắng đầu tiên cho Prayag United S.C. trước Dempo, đây cũng là trận đầu tiên trong sự nghiệp của Oraon. Sau đó anh lại ghi bàn trong trận thứ hai của sự nghiệp trước Churchill Brothers

### Mohun Bagan
Sau 3 năm tại Prayag United S.C. Oraon ký hợp đồng với Mohun Bagan A.C.. 
Anh có màn ra mắt cho Mohun Bagan ở I-League ngày 22 tháng 9 năm 2013 trước Bengaluru FC trên Sân vận động Bóng đá Bangalore khi vào sân từ ghế dự bị cho Adil Khan ở phút 79, chung cuộc Mohun Bagan có kết quả hòa 1-1.